# Жувіньї-Валь-д'Анден
Жувіньї-Валь-д'Анден (фр. Juvigny Val d'Andaine) — муніципалітет у Франції, у регіоні Нижня Нормандія, департамент Орн. Жувіньї-Валь-д'Анден утворено 1 січня 2016 року шляхом злиття муніципалітетів Ла-Барош-су-Люсе, Боланде, Жувіньї-су-Анден, Лоре, Люсе, Сен-Дені-де-Вільнетт i Сет-Форж. Адміністративним центром муніципалітету є Жувіньї-су-Анден. Населення — 2114 осіб (01.01.2021).